# Port lotniczy Cairns
Port lotniczy Cairns (ang. Cairns International Airport, IATA: CNS, ICAO: YBCS) – międzynarodowy port lotniczy położony 7 km na północ od Cairns, w stanie Queensland, w Australii. Dawniej obsługiwany przez Cairns Port Authority, lotnisko zostało sprzedane przez rząd Queensland w grudniu 2008 roku do prywatnego konsorcjum. Jest to siódmy najbardziej ruchliwy port lotniczy w Australii. Lotnisko znajduje się 7 km (4,3 mil) na północ od centralnej dzielnicy biznesu Cairns, na przedmieściach Aeroglen. Lotnisko leży między Mount Whitfield na zachód i Trinity Bay na wschodzie.
Lotnisko obsługuje międzynarodowe, krajowe i ogólne loty lotnictwa, w tym wielu operatorów helikopterów. Loty obsługiwane są do najważniejszych australijskich miast i atrakcji turystycznych, regionalnych w Far North Queensland, i wiele międzynarodowych miejsc w regionie Azji i Pacyfiku z połączeniami z resztą świata. Lotnisko stanowiło główną bazę dla Australian Airlines przed zaprzestaniem jej działalności w czerwcu 2006 r. (lotniska, pozostaje jednym z głównych portów dla spółki dominującej Qantas). Jest to także baza dla Royal Flying Doctor Service of Australia i śmigłowców Search and Rescue State Emergency Service.

## Historia
Cairns Airport sięga 1928 roku, kiedy Tom McDonald zaczął latać swoim De Havilland DH.60 Moth na piasku w pobliżu obecnego lotniska. Mógł lądować tylko na ziemi i między przypływami. Podczas jednego awaryjnego lotu, McDonald został zmuszony do startu z beczki z piwem.
Podczas II wojny światowej rząd australijski kupił lotnisko do użytku przez Royal Australian Air Force. W 1943 roku główny pas startowy uzyskał twardą nawierzchnię i został wydłużony do obsługi samolotów wojskowych. Był również wykorzystywany przez United States Army Air Forces jako baza transportowa dla 33 Squadron Troop Carrier (374 Troop Carrier Group) w 1942 roku. W 1949 roku główny pas startowy został wydłużony do 1730 metrów, aby pomieścić większe samoloty. W połowie lat 60. XX wieku lotnisko zostało zmodernizowane i dalej wydłużony pas startowy do 2020 metrów i wzmocniony, tak by mogły lądować samoloty odrzutowe.
W latach 70. XX wieku dwie australijskie krajowe linie lotnicze Trans Australia Airlines i Ansett prowadziły regularne połączenia do większości australijskich stolic, a także na Papuę-Nową Gwineę, podczas gdy w 1975 roku Air Niugini stały się pierwszą międzynarodową linią lotniczą, która rozpoczęła loty z Cairns do Port Moresby w Papui-Nowej Gwinei. W 1982 rozpoczęła się przebudowa lotniska. Wiązało się to z dalszym wydłużeniem pasa startowego do 2600 metrów (co uczyniło ją najdłuższą drogą startową w Queensland) i budową nowego budynku terminalu. W pierwszym etapie zostały ukończone w 1984 roku terminale: międzynarodowy i krajowy. Pod koniec dekady drugi etap przebudowy został zakończony. Zawierał on nowy, oddzielny Terminal Międzynarodowy, związane z nim fartuchy i drogi kołowania, co kosztowało około 80 milionów dolarów. Główny pas startowy został ponownie przedłużony do 3196 metrów. W 1997 roku trzeci etap przebudowy został zakończony, podczas którego w trzypiętrowym budynku Centrum Administracji lotniska zbudowano zapewniając 4000 metrów kwadratowych powierzchni biurowej.
Przebudowa terminala krajowego warta 200 mln dolarów rozpoczęła się w sierpniu 2007 i została ukończona w 2010 roku. Udogodnienia Check-in zostały rozbudowane dla wspólnego obiektu dla wszystkich linii lotniczych, a budynek rozbudowano. Pięć nowych rękawów zastąpiło trzy stare istniejące. W styczniu 2010 r. Auckland International Airport Limited poinformował o planach zakup prawie 25% North Queensland Airports (NQA), operatora lotniska w Cairns i Mackay, za około 167 mln dolarów.

## Terminale
Lotnisko posiada dwa terminale pasażerskie po wschodniej stronie portu lotniczego na dawnych bagnach namorzynowych, około 6 km na północ od Cairns Central Shopping Centre i znajduje się na Airport Avenue, Sheridan Street (Captain Cook Highway). Terminale są w dwóch oddzielnych budynkach w odległości 200 metrów od siebie. Terminal krajowy ma pięć rękawów, a Terminal Międzynarodowy obecnie ma sześć rękawów.

## Drogi startowe
Główna droga startowa lotniska północ-południe ma 3196 m. Tor lotu na północ od głównego pasa startowego znajduje się bezpośrednio nad północnymi obrzeżami plaży Cairns. Tor lotu na południe znajduje się bezpośrednio nad centrum Cairns. Mniejsza droga o długości 925 m leży na wschód; jego podejście końcowe przecina główny pas startowy. W kwietniu 2011 r. pas został zamknięty i nie oczekuje się na jego ponowne otwarcie.

## Linie lotnicze i połączenia

### Terminal Krajowy
- Alliance Airlines (Cloncurry, Groote Eylandt, Karumba, Lawn Hill, Sydney, Townsville, Trepell)
- Hinterland Aviation (Cooktown, Dunk island, Lizard island)
- Jetstar Airways (Adelaide, Brisbane, Darwin, Gold Coast, Melbourne, Perth, Sydney)
- Qantas (Brisbane, Melbourne, Sydney)
- Qantas (Brisbane, Melbourne, Sydney)
  - Qantas Link (Alice Springs, Ayers Rock, Brisbane, Cloncurry, Darwin, Gladstone, Gove, Hamilton Island, Horn Island, Mackay, Rockhampton, Townsville, Weipa)
- Regional Pacific Airlines (Bamaga, Mount Isa)
- Skytrans Airlines (Aurukun Mission, Coen, Cooktown, Bamanga, Karumba, Lockhart River, Mount Isa, Cloncurry, Normanton, Edward River, Kowanyama, Burketown, Mornington Island, Doomadgee, Palm Island, Townsville)
- Vincent Aviation (Bathurst Island, Darwin, Groote Eylandt)
- Virgin Blue (Brisbane, Melbourne, Sydney, Townsville)

### Terminal Międzynarodowy
- Air New Zealand (Auckland)
- Air Niugini (Goroka, Moro, Port Moresby, Rabaul, Tabubil)
- Airfast Indonesia (Timika)
- Airlines PNG (Lihir Island, Mt Hagen, Port Moresby)
- Alliance Airlines (Alotau, Port Moresby)
- Asia Pacific Airlines (Tabubil)
- Cathay Pacific (Hongkong)
- Continental Airlines (Guam)
- Hinterland Aviation (Daru, Kiunga, Tabubil)
- Jetstar Airways (Auckland, Darwin, Gold Coast, Osaka-Kansai, Singapur, Tokio-Narita, Sydney)
- Korean Air (Seul-Incheon) [sezonowo]
- Qantas obsługiwane przez QantasLink (Port Moresby)
- Skytrans Airlines (Port Moresby)
- Vincent Aviation (Port Moresby)
- Virgin Blue obsługiwane przez Pacific Blue (Auckland)

### Cargo
- Australian air Express (Brisbane, Melbourne, Sydney)
- HeavyLift Cargo Airlines (Honiara, Port Moresby)

## Statystyki
| Statystyki Cairns Airport | Statystyki Cairns Airport |
| Rok                       | Liczba pasażerów          |
| ------------------------- | ------------------------- |
| 2010                      | 3 550 000                 |
| 2009                      | 3 653 544                 |
| 2008                      | 3 777 154                 |
| 2006                      | 3 731 000                 |
| 2004                      | 3 222 000                 |
| 2000                      | 2 891 000                 |
| 1995                      | 2 419 000                 |
| 1990                      | 1 288 000                 |
| 1985                      | 578 000                   |

| Miejsce | Lotnisko                 | Pasażerów | % Zmiana |
| ------- | ------------------------ | --------- | -------- |
| 1       | Port lotniczy Brisbane   | 1 153 800 | 0,1      |
| 2       | Port lotniczy Sydney     | 876 800   | 5,3      |
| 3       | Port lotniczy Melbourne  | 451 100   | 15,7     |
| 4       | Port lotniczy Townsville | 178 500   | 8,9      |

| Miejsce | Lotnisko                         | Pasażerów | % Zmiana |
| ------- | -------------------------------- | --------- | -------- |
| 1       | Port lotniczy Narita             | 158 096   | 11,0     |
| 2       | Port lotniczy Port Moresby       | 86 799    | 4,1      |
| 3       | Port lotniczy Hongkong           | 61 747    | 4,9      |
| 4       | Port lotniczy Auckland           | 59 907    | 1,8      |
| 5       | Port lotniczy Kansai             | 54 549    |          |
| 6       | Port lotniczy Singapur-Changi    | 40 819    | 9,5      |
| 7       | Port lotniczy Antonio B. Won Pat | 33 955    | 35,0     |

| Miejsce | Lotnisko                      | Ilość towaru | % Zmiana |
| ------- | ----------------------------- | ------------ | -------- |
| 1       | Port lotniczy Hongkong        | 2 984,0      | 13,1     |
| 2       | Port lotniczy Singapur-Changi | 811,4        | 0,2      |

## Transport
Taxi
Szereg taksówek znajduje się blisko zarówno terminalu międzynarodowego i krajowego. Black & White Taxi znajdują się bezpośrednio na zewnątrz terminali międzynarodowego i krajowego.
Autobus
Usług transferowe do hoteli, centrum miasta, Plaży Północnej, Palm Cove, Port Douglas i Cape Tribulation są dostępne.
Parking
Krótko i długoterminowe parking i parking dla osób niepełnosprawnych znajdują się w publicznych parkingach przyległych do obu terminali krajowego i międzynarodowego. Publiczne parkingi są w pełni zautomatyzowane i działają 24 godziny na dobę. Są one prowadzone przez Wilson Parking.